# Rubus arachnoideus
Rubus arachnoideus är en rosväxtart som beskrevs av Liu och Lu. Rubus arachnoideus ingår i släktet rubusar, och familjen rosväxter. Utöver nominatformen finns också underarten R. a. tatongensis.